# Slag bij Gela
De Slag bij Gela vond plaats in de zomer van 405 v.Chr. op Sicilië. Een Carthaags leger onder leiding van Himilco dat de winter had doorgebracht in de veroverde stad Akragas, raakte slaags met de Grieken in Gela. De Syracusaanse regering had Daphnaeus, de onsuccesvolle generaal van het Griekse leger bij Akragas, afgezet en Dionysius in de plaats gesteld. Dionysius kon dankzij slim te handelen zo de volledige macht van Syracuse naar zich toetrekken. Toen de Carthagers Gela bereikten en de stad begonnen te belegeren, kwam Dionysius aan uit Syracuse om hen aan te vallen. Hij plande een aanval vanop drie fronten, maar dit mislukte wegens een gebrek aan goede organisatie. Dionysius koos ervoor om Gela te evacueren, omdat zijn nederlaag ontevredenheid veroorzaakte in Syracuse en hij zijn macht niet wou verliezen. Himilco plunderde de verlaten stad nadat de Grieken naar Kamarina gevlucht waren.